# Salix dunnii
Salix dunnii är en videväxtart som beskrevs av Camillo Karl Schneider. Salix dunnii ingår i släktet viden, och familjen videväxter. Utöver nominatformen finns också underarten S. d. tsoongii.